# Love Is Forever (chanson de Leonora)
Pour les articles homonymes, voir Love Is Forever.
 (mars 2019).
Si vous disposez d'ouvrages ou d'articles de référence ou si vous connaissez des sites web de qualité traitant du thème abordé ici, merci de compléter l'article en donnant les références utiles à sa vérifiabilité et en les liant à la section « Notes et références ».
Chansons représentant le Danemark au Concours Eurovision de la chanson
Higher Ground
(2018) Yes
(2020)
Love Is Forever (« L'amour est pour toujours ») est une chanson de la chanteuse danoise Leonora.
Cette chanson a remporté le Dansk Melodi Grand Prix 2019. Elle représentera donc le Danemark au Concours Eurovision de la chanson 2019 qui se déroulera à Tel Aviv.

## À l'Eurovision
La chanson Love Is Forever a représenté le Danemark au Concours Eurovision de la chanson 2019, après que celle-ci et son interprète Leonora aient été sélectionnées lors de la sélection nationale à travers le concours musical Dansk Melodi Grand Prix. 

Elle a été chantée lors de la seconde demi-finale se déroulant le 16 mai 2019, et a obtenu la dixième place. Au terme de la finale, celle-ci s'est placée douzième sur vingt-six.